# Беттельдорф
Беттельдорф (нем. Betteldorf) — община в Германии, в земле Рейнланд-Пфальц. 
Входит в состав района Вульканайфель. Подчиняется управлению Даун.  Население составляет 269 человек (на 31 декабря 2010 года). Занимает площадь 3,31 км².